# Alex Kidd in Miracle World
Alex Kidd in Miracle World (アレックスキッドのミラクルワールド) foi o primeiro jogo da série Alex Kidd, lançado em 1986 para o console Sega Master System. Se tornou muito popular entre os jogos para Master System, sendo um dos motivos que o levaram a vir na memória do console. Jogo de plataforma em 2D, semelhante ao Super Mario Bros. da Nintendo. Acredita-se que Alex Kidd tenha sido criado para competir com o Super Mario Bros.. Apesar de ter sido considerado melhor que Mario por muitos críticos, não se tornou tão popular devido à baixa popularidade do console.

## História do Jogo

### Prólogo
Séculos atrás, em seu planeta natal Áries (アリエス星, Ariesu-sei ? ) , um garoto chamado Alex Kidd estudou no Monte Eterno a disciplina Shellcore, o que o torna forte e capaz de triturar rochas com aenas um soco.
Um dia, quando ele deixa sua montanha, um moribundo lhe diz que o pacífico reino de Radaxian está em perigo. Em um último suspiro o homem dá a Alex um pedaço de mapa e um medalhão esculpido em uma pedra do sol .

### Durante o Jogo
Depois de derrotar Gooseka, Alex Kidd se dirige à Ilha de Saint Nurari. Lá ele descobre que é o príncipe de Radaxian, mas que foi sequestrado por um Lorde Maligno durante sua juventude, e que agora sua cidade natal é governada pelo tirano Janken, o Grande. Alex então dirige-se ao povo de Namui Village, onde Egle, um homem que se diz que irmão gêmeo de Alex, está preso no Castelo Radaxian.
Então, Alex vai para o Castelo Radaxian, derrotando Chokkina e Parplin no caminho. No castelo, Alex salva seu irmão que lhe diz que uma carta pessoal para o reino de Nibana está esperando por ele em uma das salas do castelo. Ele também deve encontrar o Medalhão de Pedra da Lua, que está localizado no Reino de Nibana. Alex pega a carta e sai do castelo, tendo derrotado Gooseka pela última vez. Alex segue para a próxima vila, onde derrota Chokkina permanentemente. Depois disso, ele se muda para o domínio de Niban, onde fala com Sua Alteza Real . Alex descobre que o Medalhão de Pedra da Lua foi roubado. O rei pede que ele vá para Cragg Lake , onde Alex encontrará a Magic Crown ( The Gold Crownem inglês), dando a Pedra de Hirota.
Alex vai para o Castelo Janken, definitivamente derrotando Parplin ao longo do caminho. No castelo, Alex deve derrotar Janken para obter o Medalhão de Pedra da Lua. Janken se oferece para se render se Alex puder derrotá-lo em um jogo de Janken ( Rock Paper Scissor ). Mas uma vez derrotado, Janken decide atacar Alex.
Uma batalha segue entre os dois, e Alex é vitorioso sobre a armadilha de Janken matando-o e transformando-o em uma estátua de pedra. Depois disso, Alex encontra a princesa Lora, que lhe diz que a mãe de Alex, Patricia, está em boas mãos. Mas há uma última missão para Alex, ele deve encontrar a coroa mágica para desfazer os efeitos da magia de Janken e parar seu domínio sobre o reino.
Alex vai para o Lago Cragg, onde, após decifrar a Pedra de Hirota, encontra a Coroa Mágica, com o jogo terminando nesta cena.

#### Epílogo
Depois de pegar a coroa mágica, Alex restaura a paz para Radaxian, e as pessoas que foram transformadas em pedra por Janken voltam à vida. Na cidade, Egle, o irmão gêmeo de Alex, é coroado rei de Radaxian. Quanto a ele, Alex Kidd, com seus conhecimentos de artes marciais, assume o cargo de Protetor da cidade. Mas ele já conhece seu próximo objetivo, que será encontrar seu pai, o Rei Trovão.

## Jogabilidade
Um aspecto distinto do jogo é o uso do jogo pedra, papel, tesoura (também conhecido como jaquempô) para derrotar alguns dos chefes, em vez da tradicional luta dos jogos de plataforma.[carece de fontes?] Perto do fim do jogo os chefes ficam mais difíceis de serem derrotados, pois eles fazem escolhas aleatórias no jaquempô e enfrentam Alex depois de serem derrotados por ele no Jaquempô. O jogador pode utilizar o dinheiro acumulado durante as fases por Alex em lojas para comprar itens, vidas extras e até veículos.

## Desenvolvimento e lançamento
Alex Kidd in Miracle World originalmente começou a ser desenvolvido em 1984 como um jogo licenciado baseado na série de mangá Dragon Ball. No entanto, durante o desenvolvimento, a licença de Dragon Ball expirou e o CEO da Sega à época, Hayao Nakayama, ordenou que os desenvolvedores começassem o jogo do zero.
O jogo estava originalmente disponível apenas em cartuchos, mas mais tarde foi incorporado como um jogo de memória em muitas edições do Master System e Master System II, permitindo jogar sem o uso de um cartucho de jogo. A partir de 1990, uma versão ligeiramente diferente foi integrada nas versões americana, australiana e européia do Master System II e também algumas versões australianas e européias do Master System original. Havia duas diferenças: primeiro, ao mudar de alvo no mapa do jogo, Alex é mostrado comendo onigiri na versão original (e a versão Wii Virtual Console de 2008) e um hambúrguer na versão integrada. Em segundo lugar, a versão original usava o botão 2 para bater e o botão 1 para pular; esses controles foram invertidos na versão integrada.
O jogo foi lançado ao lado de Super Hang-On e The Revenge of Shinobi como parte da Sega Vintage Collection: Alex Kidd and Co., que foi lançada para Xbox Live Arcade e PlayStation Network em maio de 2012. Esta versão permite jogar em qualquer versão de região de o jogo (a versão européia mantém uma taxa de quadros de 50 Hz) e a variação do Master System II. A versão original está incluída na compilação AtGames Sega Genesis Flashback HD, um console dedicado com jogos do Sega Genesis, Master System e Game Gear.

### Música do Jogo
A música do jogo foi produzida por Tokuhiko Uwabo, que também compôs a música para outras grandes licenças da Sega, como Phantasy Star e Sonic. O ambiente musical dos diferentes níveis é frequentemente aclamado pela crítica. A revista Generation 4, por exemplo, deu a nota de 85/100 ao ambiente sonoro do jogo. A música introdutória, conhecida como “Tema Principal” do jogo, é classificada em 20º lugar pelo site jeuxvideo.com em seu artigo sobre "Os 20 temas musicais mais marcantes dos videogames".

### Recepção
O jogo foi aclamado pela crítica desde o seu lançamento. Em 1987, a revista francesa Génération 4 deu ao jogo um resultado altamente positivo. Em 1991, a revista Sega Pro afirmou que, com "tanto para fazer e tantas maneiras diferentes de fazê-lo, este é um daqueles jogos que você continuará voltando mesmo quando o tiver terminado completamente". A revista Computer and Video Games, em 1991, descreveu o jogo como "a resposta da Sega para Mario " e concluiu que "a jogabilidade absorvente o deixará colado na tela por horas a fio".
Em uma revisão retro de 2008, a IGN deu a Alex Kidd uma pontuação de 9 em 10 e um prêmio "Editor's Choice", chamando-o de "um jogo de plataforma excepcional com muita ação e alguns grandes desafios de resolução de quebra-cabeças" que "ainda se mantém notavelmente bem ." IGN também deu ao lançamento do Wii Virtual Console uma pontuação de 9 em 10.

## Remake
Um remake do jogo, intitulado Alex Kidd in Miracle World DX, foi anunciado em 10 de junho de 2020 e lançado em 22 de junho de 2021. O jogo é desenvolvido pela Merge Games e Jankenteam para PlayStation 4, Xbox One, PlayStation 5, Xbox Série X/S, Nintendo Switch e PC. O remake apresenta novos níveis, novos NPCs, lutas contra chefes alternativos e pode mudar instantaneamente entre gráficos de estilo moderno ou retrô usando o botão direito do gatilho. Uma vez que o jogador completa o jogo, o jogador desbloqueia 2 outros modos; Modo Clássico: que é uma porta Master System aprimorada do jogo original, e Boss Rush: onde o jogador deve derrotar todos os chefes em Rock Paper Scissors e seguir a batalha sem morrer.